# Bunaeopsis thyene
Bunaeopsis thyene är en fjärilsart som beskrevs av Gustav Weymer 1896. Bunaeopsis thyene ingår i släktet Bunaeopsis och familjen påfågelsspinnare. Inga underarter finns listade i Catalogue of Life.